# Kleinkeula
Kleinkeula ist ein Ortsteil der Gemeinde Unstruttal im Unstrut-Hainich-Kreis in Thüringen.

## Lage
Das Dorf liegt 445 Meter über NN auf einer nach Norden Richtung Zaunröden mit Wald begrenzten Hochebene. Auch ein Kalksteinbruch ziert die Gemarkung südlich der Wälder des Dün. Die Landesstraßen 2093 und 2038 verbinden den Ort mit Menteroda nach 8 Kilometern Wegstrecke und mit Keula sowie dem Umland.

## Geschichte
Kleinkeula wurde erstmals am 15. Juli 1270 urkundlich erwähnt (minori Kula). Die Gemeinde berichtet von einer Ersterwähnung aus dem Jahr 955, die aber nicht urkundlich belegt ist. Der Name geht auf Kuhle zurück. Die Anlage des Dorfes begann wohl in der Nähe einer Vertiefung im Gelände mit einer Quelle. Der Ort wurde im Bauernkrieg verwüstet und danach mit Mitteln des Kurfürsten wieder aufgebaut. Die neue Kirche wurde 1885 gebaut. Den Vorgängerbau von 1725 baute man nach dem Dreißigjährigen Krieg. Das Kirchdorf Kleinkeula gehörte als Exklave zum Amt Volkenroda und ab 1869 zum Amtsgerichtsbezirk Tonna des Herzogtums Sachsen-Coburg-Gotha und hatte am 1. Dezember 1880 81 Einwohner in 15 bewohnten Gebäuden.
Per 31. Dezember 2010 lebten 96 Einwohner im Ort. Zum 1. August 1996 bildeten die zuvor selbstständigen Gemeinden Kleinkeula, Menteroda, Sollstedt und Urbach die neue Einheitsgemeinde Menteroda. Am 1. Januar 2023 wurde die Gemeinde Menteroda in die Gemeinde Unstruttal eingegliedert.

## Wirtschaft und Infrastruktur

### Wasser und Abwasser
Die Trinkwasserversorgung übernimmt für den Ortsteil Kleinkeula der Wasserleitungsverband "Ost-Obereichsfeld" Helmsdorf. Der Zweckverband Abwasserentsorgung Mühlhausen und Umland ist für die Abwasserbehandlung und -beseitigung für Kleinkeula zuständig.

## Persönlichkeiten
- Walter Rudi Wand (1928–1985), Jurist und Richter des Bundesverfassungsgerichts